# Żeleźnica (rejon kamieński)
Żeleźnica (ukr. Залізниця) – wieś na Ukrainie w obwodzie wołyńskim, w rejonie kamieńskim. W 2001 r. liczyła 1401 mieszkańców.
Do 2020 w rejonie lubieszowskim. 